# Kottgeisering
Kottgeisering ist eine Gemeinde im oberbayerischen Landkreis Fürstenfeldbruck.

## Geografie

### Lage
Kottgeisering liegt am westlichen Rand des Ampermooses sowie rund elf Kilometer südwestlich von Fürstenfeldbruck und 34 Kilometer westlich von München.

### Gemeindegliederung
Es gibt drei Gemeindeteile: das Kirchdorf Kottgeisering, die Siedlung Grafrath und die Einöde Reichertsried. Es gibt nur die Gemarkung Kottgeisering.

## Geschichte
Siedlungsfunde reichen bis in die späte Hallstattzeit zurück, aus der mehrere Grabhügel stammen. Aus dem 7. Jahrhundert stammt ein frühmittelalterliches Königsgrab. Die erste urkundliche Erwähnung erfolgt 829 als „Kysalheringas“ (Bedeutung: Bei den Leuten des Kysalher/Giselher). Der Namensvorsatz „Koth/Kott-“ ist seit dem 13. Jahrhundert üblich, um das moorige, „kothige“ Kottgeisering vom günstiger gelegenen Schöngeising zu unterscheiden.
Die Gemeinde Kottgeisering besteht mindestens seit 1840. Bis 1906 war die Namensschreibweise Kothgeisering.

### Einwohnerentwicklung
Zwischen 1988 und 2018 wuchs die Gemeinde von 1323 auf 1567 um 244 Einwohner bzw. um 18,4 %.

## Politik

### Gemeinderat
Bei der Kommunalwahl 2020 wurde der Gemeinderat wie folgt besetzt:
- CSU: 3 Sitze (28,36 %)
- Bürgervereinigung: 3 Sitze (27,64 %)
- Grüne: 3 Sitze (21,36 %)
- Freie Wähler: 2 Sitze (14,92 %)
- SPD: 1 Sitz (7,72 %).

Die Wahlbeteiligung lag bei 71,98 %.

### Bürgermeister
An der Gemeindespitze steht seit 1. Mai 2020 Andreas Folger (Bürgervereinigung); dieser wurde als Nachfolger von Sandra Meissner in das Amt gewählt.

### Wappen

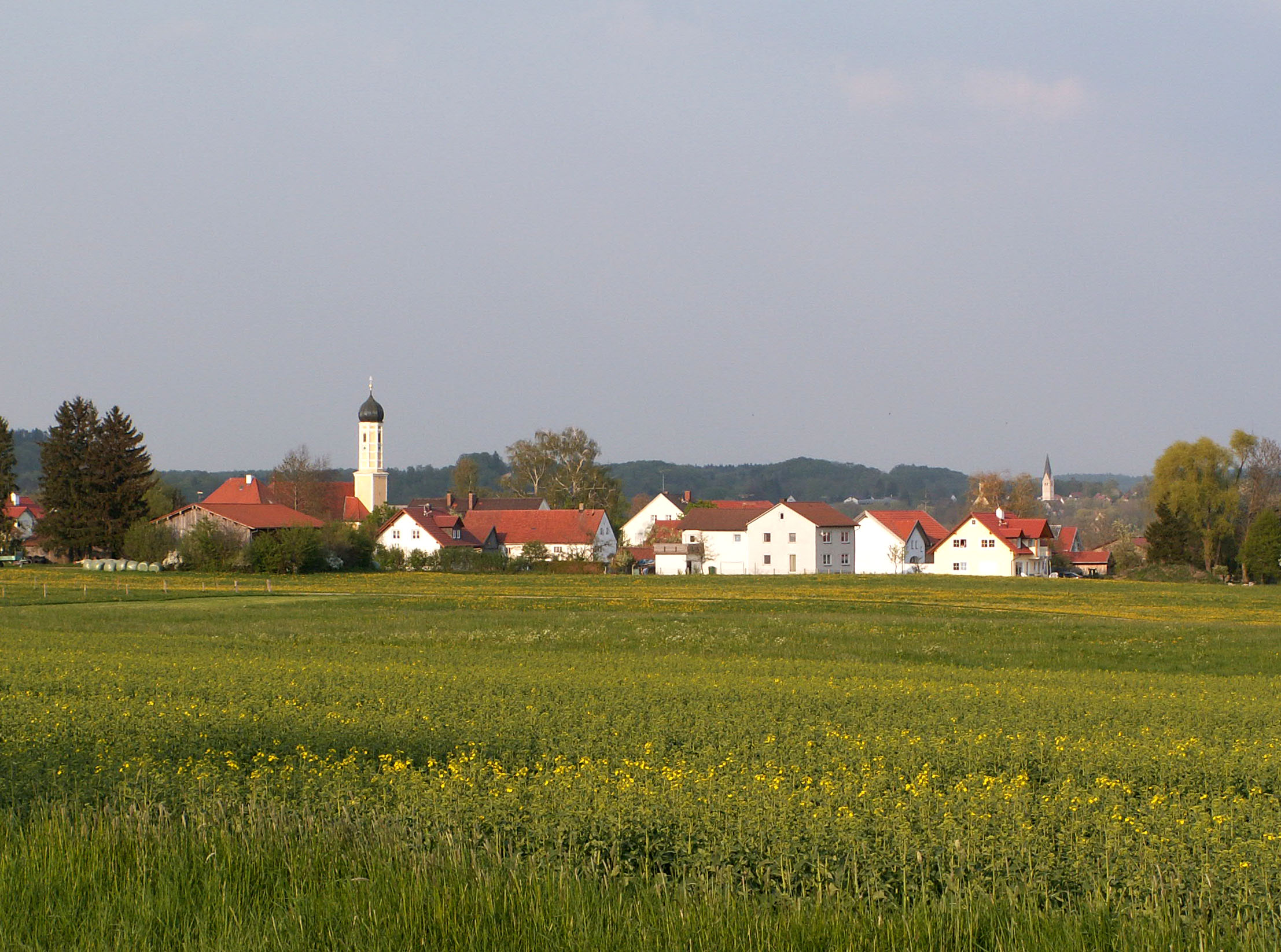
Kottgeisering von Südwesten

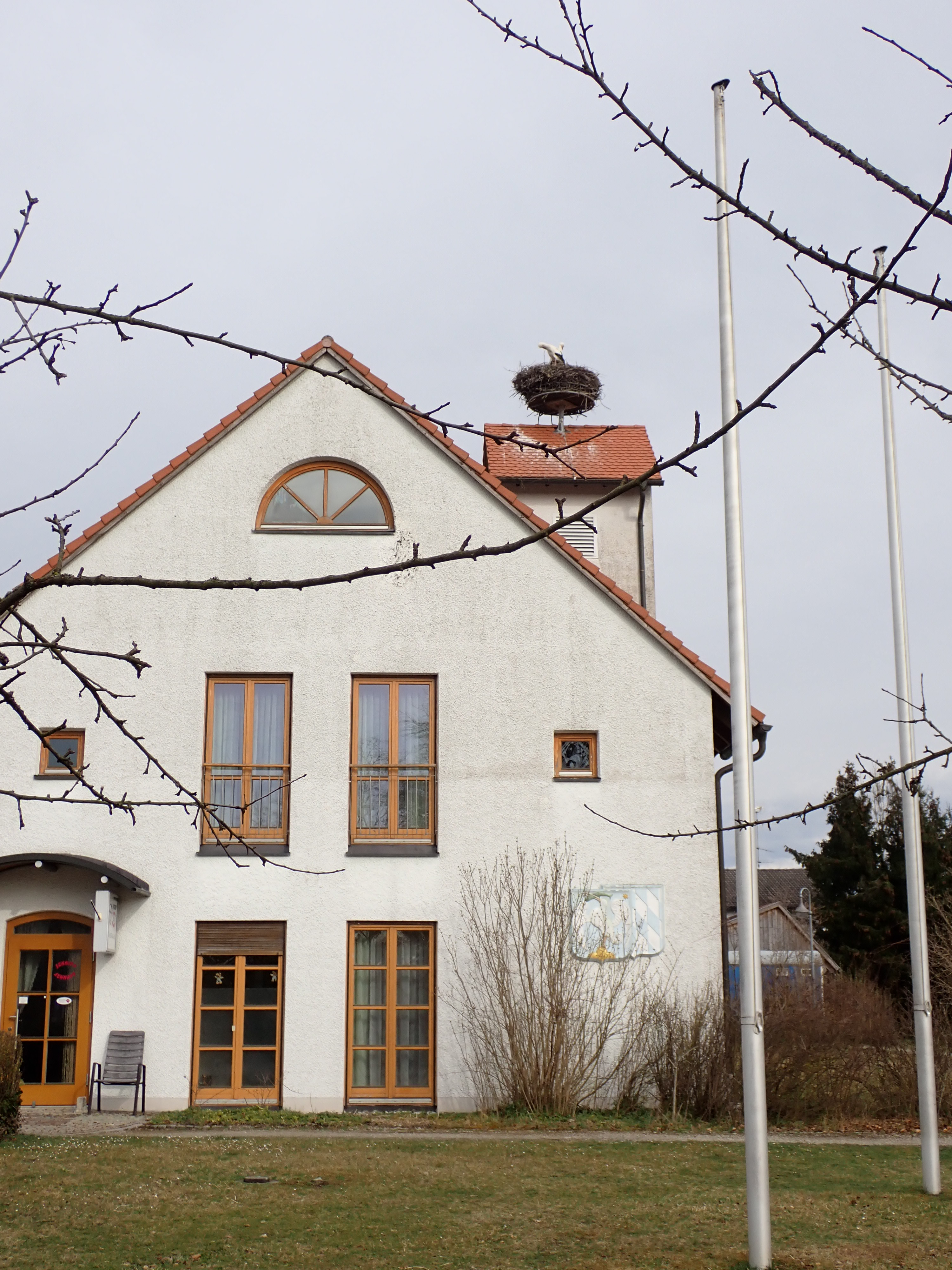
Haus der Gemeindeverwaltung und Feuerwehr mit Storchennest

| Wappen von Kottgeisering | Blasonierung: „Doppelwappen: Vorne in Blau auf goldenem Dreiberg stehend ein silberner Fischreiher mit einem Fisch im Schnabel; im Hintergrund rechts versetzt das Rautenwappen.“ |
| Wappen von Kottgeisering | Wappenbegründung: Die Gemeinde Kottgeisering führt kein den Vorschriften der Bayerischen Gemeindeordnung entsprechendes Wappen. Sie bedient sich eines sogenannten Doppelwappens, wobei dem vorderen Schild ein Rautenschild hinterlegt ist. Dabei handelt es sich wohl um die Verbindung eines eigentlichen Gemeindewappens mit dem kleinen Staatswappen, das Gemeinden ohne Wappen im Dienstsiegel führen. Das Wappen geht auf einen Entwurf von 1948 zurück. Der Fischreiher mit dem Fisch im Schnabel soll die weit zurückreichende Geschichte Kottgeiserings als Fischersiedlung am Ammersee symbolisieren. Der kleine Dreiberg weist auf die Hügelgräber im Gemeindegebiet hin. In der Kreuzackersiedlung wurde ein Bajuwarengrab aus der Zeit um 600 n. Chr. gefunden. Der kleine Stern rechts oben ist eine Eigenheit des Wappenzeichners, hat keinen speziellen Bezug zur Gemeinde und ist heraldisch unbegründet. (Vielleicht bezieht er sich als Mariensymbol auf den zweiten Vornamen des Zeichners Georg Maria Kronenbitters.) Das Rautenwappen im Hintergrund verweist auf die kontinuierliche Zugehörigkeit zum landesherrlichen Landgericht Landsberg (Mitteramt). Das sogenannte Doppelwappen von Kottgeisering ist weder durch Verleihung noch durch eine staatliche Zustimmung rechtlich gesichert; es liegt auch kein rechtsverbindlicher Gemeinderatsbeschluss vor. Die Gemeinde ist also nicht zur Führung des Wappens berechtigt. Gegen das Doppelwappen gibt es auch heraldische Bedenken: Gemeinden führen grundsätzlich nur einen einfachen Schild; zudem soll das bayerische Staatswappen nicht Bestandteil von kommunalen Wappen sein. Das in den Jahren 1977 bis 1981 laufende Wappenannahmeverfahren kam nicht zum Abschluss, obwohl die Generaldirektion der Staatlichen Archive Bayerns das vordere Wappen mit Ausnahme des Sterns positiv begutachtet hätte. Dieses Wappen wird seit 1948 geführt. |

## Wirtschaft und Infrastruktur

### Verkehr
Kottgeisering ist mit einer Regionalbuslinie des Münchner Verkehrs- und Tarifverbundes und einer Ruftaxilinie erschlossen. Das Gemeindegebiet liegt in den Tarifzonen 3 und 4.
| Linie | Linienverlauf | Verkehrsunternehmen |
| ----- | --- | ------------------- |
| 805   | Grafrath S – Kottgeisering – Pleitmannswang – Zankenhausen (- Türkenfeld, Schule)                                           | Omnibus Neumeyr     |
| 8400  | Fürstenfeldbruck / Alling / Schöngeising / Grafrath / Kottgeisering / Türkenfeld / Inning / Seefeld-Hechendorf / Herrsching | Geldhauser          |